# Parisiska yttremissionssällskapet
Parisiska yttremissionssällskapet (franska: Société des Missions Etrangères de Paris, MEP), är ett romersk-katolskt sällskap för apostoliskt liv med huvudsäte i Paris. Det upprättades åren 1658–1663 av monsignore François Pallu och monsignore Pierre Lambert de la Motte, och var inspirerat av pater Alexandre de Rhodes S.J. Ändamålet var att utbilda präster och lekmän till missionärer i Indokina och Kina. Sedan grundandet har sällskapet sänt ut mer än 4 500 missionärer till Asien. I dag har det knappt 400 medlemmar.
Huvudkvarteret är sedan 1663 beläget på Rue du Bac i Paris.

## Parismissionens martyrer (ofullständig lista)
- Laurent Imbert (1796–1839), halshuggen (Korea); helgonförklarad
- François-Isidore Gagelin (1799–1833), strypt (Cochinkina); helgonförklarad
- François Jaccard (1799–1838), strypt (Tonkin); helgonförklarad
- Joseph Marchand (död 1835), pinad till döds (Huê, Annam); helgonförklarad
- Etienne-Théodore Cuenot (1802–1861); helgonförklarad
- Jacques Chastan (1803–1839), halshuggen (Korea); helgonförklarad
- Pierre Dumoulin-Borie (1808–1838), halshuggen (Tonkin); helgonförklarad
- Jean-Charles Cornay (1809–1837), halshuggen (Tonkin); helgonförklarad
- Auguste Chapdelaine (1814–1856); dog efter tortyr i Kina, helgonförklarad
- Pierre-François Néron (1818–1860); helgonförklarad
- Augustin Schoeffler (1822–1851, halshuggen (Tonkin); helgonförklarad
- Jean-Louis Bonnard (1824–1852); halshuggen (Tonkin)
- Théophane Vénard (1829–1861); helgonförklarad